# Бальцер Цетнер
Ба́льцер (Балтазар) Це́тнер — польський шляхтич, військовик, посідач маєтностей в українських землях Королівства Польського та Речі Посполитої.

## Життєпис
Прибув до Польщі за правління короля Сигізмунда II Августа. За військові заслуги королем Сигізмундом III зарахований 1598 року до польської шляхти гербу Пшерова (індигенат), що підтвердив 1601 року Сейм. 
1613 року «квітував» львівському золотарю Петрові Духні 1000 злотих. Став власником кількох малих королівщин та Підкаменя в Руському воєводстві.
Був одружений із Ядвігою Кужанською (була родичкою гетьмана Станіслава Жолкевського — сестреницею). Мав синів Яна, Миколая,  Александра, Анджея (пом. 1624 року).